# II. třída okresu Hradec Králové 2008/2009
V utkáních II. třídY okresu Hradec Králové 2008/2009, jedné ze skupin 8. nejvyšší fotbalové soutěže v Česku, se utkalo 14 týmů dvoukolovým systémem podzim – jaro. Tento ročník začal v srpnu 2008 a skončil v červnu 2009.
Postup do I. B třídy Královéhradeckého kraje 2009/2010 si zajistil vítězný tým FC Slavia Hradec Králové. Sestoupil poslední tým TJ Slavoj Předměřice nad Labem "B", který se pro další sezónu do soutěží nepřihlásil.

## Konečná tabulka II. třídy okresu Hradec Králové 2008/2009
| Poř. | Tým                                    | Z  | V  | R | P  | VG  | OG | B  |
| ---- | -------------------------------------- | -- | -- | - | -- | --- | -- | -- |
| 1.   | FC Slavia Hradec Králové               | 26 | 22 | 2 | 2  | 103 | 22 | 68 |
| 2.   | FC Spartak Kobylice                    | 26 | 15 | 1 | 10 | 69  | 53 | 46 |
| 3.   | TJ Jiskra Prasek (N)                   | 26 | 14 | 2 | 10 | 58  | 44 | 44 |
| 4.   | SK Smiřice                             | 26 | 14 | 2 | 10 | 59  | 56 | 44 |
| 5.   | AFK Probluz                            | 26 | 12 | 7 | 7  | 59  | 42 | 43 |
| 6.   | TJ Sokol Myštěves                      | 26 | 12 | 6 | 8  | 44  | 36 | 42 |
| 7.   | TJ Sokol Stěžery                       | 26 | 12 | 3 | 11 | 69  | 65 | 39 |
| 8.   | FK Chlumec nad Cidlinou „B“            | 26 | 11 | 3 | 12 | 65  | 62 | 36 |
| 9.   | TJ Sokol Velichovky                    | 26 | 10 | 4 | 12 | 59  | 69 | 34 |
| 10.  | TJ Sokol Třebeš                        | 26 | 9  | 5 | 12 | 53  | 44 | 32 |
| 11.  | SK Bystřian Kunčice „B“                | 26 | 9  | 4 | 13 | 55  | 66 | 31 |
| 12.  | TJ Sokol Červeněves                    | 26 | 8  | 4 | 14 | 38  | 73 | 28 |
| 13.  | TJ Sokol Nepolisy                      | 26 | 7  | 3 | 16 | 38  | 65 | 24 |
| 14.  | TJ Slavoj Předměřice nad Labem "B" (N) | 26 | 2  | 4 | 24 | 31  | 96 | 10 |

Poznámky:
- Z = Odehrané zápasy; V = Vítězství; R = Remízy; P = Prohry; VG = Vstřelené góly; OG = Obdržené góly; B = Body; (S) = Mužstvo sestoupivší z vyšší soutěže; (N) = Mužstvo postoupivší z nižší soutěže (nováček)

|  | Postup do I. B třídy Královéhradeckého kraje 2009/2010 |
|  | Sestup do III. třídy okresu Hradec Králové 2009/2010   |